# Stenfågel
Stenfågel är en roman av Sven Delblanc, publicerad 1973. Den är den andra delen i en romanserie som även omfattar Åminne (1970), Vinteride (1974) och Stadsporten (1976).

## Handling
Delblancs roman utspelas i mitten av 1939 i Hedeby i Södermanland i Sverige, strax innan andra världskriget börjar. Odågan Pärsy snodde värvning men nu är han tillbaka och åmar sig över korprals grad och uniformen. Svenssons Märta lär han nog aldrig få i alla fall. Erik jobbar kvar som dräng och hans drömmar verkar vara längre bort än någonsin förut. Svensson är tillbaka från fängelset och återvänder snabbt i gamla fotspår. Eriks pappa Rävfarmarn har problem – modets växlingar gör att han står med ett stort lager osålda rävskinn som ingen vill köpa.